# Heather Hemmens

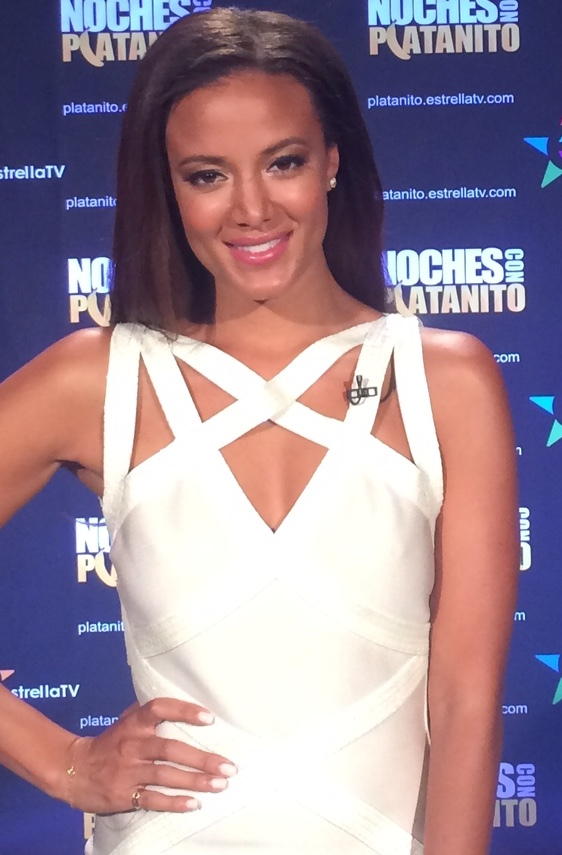
Heather Hemmens (2016)

Heather Hemmens (* 10. Juli 1984 in Waldo, Waldo County) ist eine US-amerikanische Schauspielerin.

## Leben
Hemmens wurde am 10. Juli 1984 in Waldo geboren. Hemmens machte 2002 ihren Abschluss an der Walnut Hill School for the Arts in der Nähe von Boston.
Sie gab 2004 im Fernsehfilm Rockstars Forever als Statistin ihr Filmdebüt. Ein Jahr darauf spielte sie im Film Ein Duke kommt selten allein mit. 2006 erhielt sie eine Besetzung im Spielfilm Spiel auf Sieg und eine Episodenrolle in der Fernsehserie CSI: New York. 2007 folgten Episodenrollen in CSI: Miami und Without a Trace – Spurlos verschwunden. Von 2010 bis 2011 spielte sie in 22 Episoden der Fernsehserie Hellcats die Rolle der Alice Verdura. 2011 mimte sie im B-Movie Die drei Musketiere – Alle für einen und Waffen für alle! die Rolle der Alexandra D'Artagnan. Von 2014 bis 2019 verkörperte Hemmens in insgesamt 89 Episoden der Fernsehserie If Loving You Is Wrong die Rolle der Marcie Holmes. Episodenrollen hatte sie Mitte der 2010er unter anderem in den Fernsehserien Vampire Diaries und Reckless sowie wiederkehrende Rollen in The Haves and the Have Nots, Grey’s Anatomy und Yellowstone inne. Von 2019 bis 2022 spielte sie in der Fernsehserie Roswell, New Mexico die Rolle der Maria DeLuca. 2021 war sie in sechs Episoden der Fernsehserie Dad Stop Embarrassing Me! als Stacy Collins zu sehen. Hauptrollen in Fernsehfilmen übernahm sie 2023 in Eine Prise Portugal und Come Fly with Me.

## Filmografie (Auswahl)
- 2004: Rockstars Forever (Fernsehfilm)
- 2005: Ein Duke kommt selten allein (The Dukes of Hazzard)
- 2006: Spiel auf Sieg (Glory Road)
- 2006: CSI: New York (Fernsehserie, Episode 3x07)
- 2007: CSI: Miami (Fernsehserie, Episode 6x01)
- 2007: Without a Trace – Spurlos verschwunden (Without a Trace, Fernsehserie, Episode 6x02)
- 2008: The Candy Shop
- 2009: Road to the Altar
- 2010: Perils of an Active Mind (Kurzfilm)
- 2010–2011: Hellcats (Fernsehserie, 22 Episoden)
- 2011: Die drei Musketiere – Alle für einen und Waffen für alle! (3 Musketeers)
- 2012: Rise of the Zombies (Fernsehfilm)
- 2013: The Haves and the Have Nots (Fernsehserie, 2 Episoden)
- 2013: Grey’s Anatomy (Fernsehserie, 2 Episoden)
- 2013: Complicity
- 2014: Vampire Diaries (The Vampire Diaries, Fernsehserie, Episode 5x19)
- 2014: Reckless (Fernsehserie, Episode 1x01)
- 2014–2019: If Loving You Is Wrong (Fernsehserie, 89 Episoden)
- 2018: Yellowstone (Fernsehserie, 3 Episoden)
- 2019: Love, Take Two (Fernsehfilm)
- 2019–2022: Roswell, New Mexico (Fernsehserie, 52 Episoden)
- 2021: Dad Stop Embarrassing Me! (Fernsehserie, 6 Episoden)
- 2021: Christmas in My Heart (Fernsehfilm)
- 2022: Caribbean Summer (Fernsehfilm)
- 2023: Eine Prise Portugal (A Pinch of Portugal, Fernsehfilm)
- 2023: Come Fly with Me (Fernsehfilm)
- 2024: The Groomsmen – First Look
- 2024: The Groomsmen – Second Chances
- 2024: The Groomsmen – Last Dance
- 2024: Christmas Under the Lights (Fernsehfilm)